# Johnny Wheeler
John Edward „Johnny“ Wheeler (* 26. Juli 1928 in Crosby; † 16. November 2019) war ein englischer Fußballspieler. Als rechter Außenläufer, der auch als Halbstürmer eingesetzt werden konnte, war er zu Beginn der 1950er-Jahre Stammspieler beim Erstligisten Bolton Wanderers, bevor er 1956 zum damaligen Zweitligisten FC Liverpool wechselte und dort zwei Jahre später zum Mannschaftskapitän befördert wurde.

## Sportlicher Werdegang
Wheeler begann die Profilaufbahn bei dem englischen Drittligisten Tranmere Rovers, der zum Zeitpunkt seiner Ankunft von Bill Ridding trainiert wurde. Nach mehr als 100 Ligaspielen für die Rovers ermöglichte ihm eben dieser Ridding den Sprung in die höchste englische Spielklasse und verpflichtete ihn im Februar 1951 für die Bolton Wanderers. Die Ablösesumme betrug 15.000 Pfund und als rechter Außenläufer, der auch als Halbstürmer eingesetzt werden konnte, etablierte er sich dort in mehr als fünf Jahren. Größter Moment war das Erreichen des 1953er Endspiels gegen den FC Blackpool im FA Cup, das als „Matthews-Finale“ bekannt wurde. Vorausgegangen war wenige Monate zuvor gegen denselben Gegner ein 4:0-Erfolg, zu dem Wheeler als Mittelstürmer einen Hattrick beigetragen hatte. Beim erneuten Aufeinandertreffen im Finale verspielte Bolton mit Wheeler jedoch die zwischenzeitliche 3:1-Führung und Blackpool – angetrieben von Stanley Matthews – drehte die Begegnung zu einem 4:3-Sieg. Mehr als ein Jahr später absolvierte Wheeler sein erstes und einziges A-Länderspiel für die englische Nationalmannschaft gegen Nordirland. Die Partie endete nach Treffern von Johnny Haynes und Don Revie mit 2:0 für England und Wheeler kam danach nur noch für die B-Nationalmannschaft, für die er fünfmal auflief, zum Einsatz.
Als er zur Saison 1956/57 zum FC Liverpool wechselte, bedeutete dies erst einmal, dass Wheeler nur noch in der zweiten Liga spielte. Die „Reds“ zeigten jedoch große Ambitionen, in die Erstklassigkeit zurückzukehren. Dem neuen Trainer Phil Taylor, der kurz zuvor den „heißen Stuhl“ von Don Welsh übernommen hatte, wurde zugetragen, dass Wheeler zurück in seine alte Liverpool-Heimat ziehen wollte. Er nutzte daraufhin die Chance und präsentierte ihn als ersten „großen“ Transfer seiner Amtszeit. Die Ablösesumme soll angeblich bei 9000 Pfund gelegen haben (realistischere Einschätzungen lagen bei 12.000 Pfund), was als „Schnäppchen“ galt, aber die Personalie beinhaltete auch ein Risiko, da Wheeler vorher lange aufgrund einer Knöchelverletzung pausiert hatte. Gemeinsam mit seinem Cousin Ronnie Moran, der schon seit der Jugendzeit bei den „Reds“ war, fügte sich der Neuzugang gut ins Team ein und am 3. November 1956 gelang ihm beim 4:1 gegen Port Vale zwischen der 81. und 85. Spielminute einer der schnellsten Hattricks in der englischen Fußballgeschichte. Der ersehnte Aufstieg blieb jedoch aus und einem dritten Platz in der Debütsaison folgte ein vierter Rang im Jahr darauf. Zur Saison 1958/59 ernannte ihn Taylor zum neuen Mannschaftskapitän, aber ein erneuter vierter Platz sorgte dafür, dass Taylor durch Bill Shankly ersetzt wurde. Unter Shankly verlor er seinen Platz in der Mannschaft ab der Saison 1960/61 immer öfter an den jungen Gordon Milne und in der Aufstiegssaison 1961/62 steuerte er ein einziges Ligaspiel gegen Plymouth Argyle (2:1) bei.
Im Mai 1963 wurde Wheeler als Spielertrainer des AFC New Brighton verpflichtet. Er nahm diese Tätigkeit jedoch nicht auf und arbeitete stattdessen bis 1969 als Assistent beim FC Bury. Auch lange nach seiner aktiven Zeit wurde Wheeler in Bolton und Liverpool noch hoch geschätzt und eine Straße in Liverpool nach ihm benannt (der „Wheeler Drive“, in den die Liddell-Avenue einmündet). Bis ins hohe Alter wurde er als ältester noch lebender Kapitän des FC Liverpool gewürdigt und starb schließlich 91-jährig im November 2019.